# Conseil de la Défense
Le Conseil de la Défense (Defence Council) est l'organe légal de la défense du Royaume-Uni et de ses territoires d'outre-mer. Il contrôle les forces armées britanniques et fait partie du ministère de la Défense.

## Membres
Les membres actuels du Defence Council sont :

### Ministres
- Secrétaire d'État à la Défense (Secretary of State for Defence) (président)
- Ministre d'État pour les forces armées (en) (Minister of State for the Armed Forces)
- Ministre d'État pour l'équipement de la Défense et le soutien (Minister of State for Defence Equipment and Support)
- Sous-secrétaire d'État parlementaire (Parliamentary Under Secretary of State) et Ministre des Anciens combattants (en) (Minister for Veterans' Affairs)

### Officiels
- Chef d'État-Major de la Défense (Chief of the Defence Staff)
- Vice-Chef d'État-Major de la Défense (Vice-Chief of the Defence Staff)
- Chief of the Naval Staff and First Sea Lord (Royal Navy)
- Chief of the General Staff (British Army)
- Chief of the Air Staff (Royal Air Force)
- Chef de l'équipement de la Défense (en) (Chief of Defence Materiel)
- Chef du conseil scientifique (Chief Scientific Adviser)
- Sous-secrétaire d'État permanent pour la Défense (Permanent Under Secretary of State for Defence)
- Second sous-secrétaire d'État permanent (Second Permanent Under Secretary of State)